# Roger-Pol Droit
 (novembre 2021).
La mise en forme du texte ne suit pas les recommandations de Wikipédia : il faut le « wikifier ».
Les points d'amélioration suivants sont les cas les plus fréquents. Le détail des points à revoir est peut-être précisé sur la page de discussion.
- Les titres sont pré-formatés par le logiciel. Ils ne sont ni en capitales, ni en gras.
- Le texte ne doit pas être écrit en capitales (les noms de famille non plus), ni en gras, ni en italique, ni en « petit »…
- Le gras n'est utilisé que pour surligner le titre de l'article dans l'introduction, une seule fois.
- L'italique est rarement utilisé : mots en langue étrangère, titres d'œuvres, noms de bateaux, etc.
- Les citations ne sont pas en italique mais en corps de texte normal. Elles sont entourées par des guillemets français : « et ».
- Les listes à puces sont à éviter, des paragraphes rédigés étant largement préférés. Les tableaux sont à réserver à la présentation de données structurées (résultats, etc.).
- Les appels de note de bas de page (petits chiffres en exposant, introduits par l'outil «  Source ») sont à placer entre la fin de phrase et le point final[comme ça].
- Les liens internes (vers d'autres articles de Wikipédia) sont à choisir avec parcimonie. Créez des liens vers des articles approfondissant le sujet. Les termes génériques sans rapport avec le sujet sont à éviter, ainsi que les répétitions de liens vers un même terme.
- Les liens externes sont à placer uniquement dans une section « Liens externes », à la fin de l'article. Ces liens sont à choisir avec parcimonie suivant les règles définies. Si un lien sert de source à l'article, son insertion dans le texte est à faire par les notes de bas de page.
- La présentation des références doit suivre les conventions bibliographiques. Il est recommandé d'utiliser les modèles {{Ouvrage}}, {{Chapitre}}, {{Article}}, {{Lien web}} et/ou {{Bibliographie}}. Le mode d'édition visuel peut mettre en forme automatiquement les références.
- Insérer une infobox (cadre d'informations à droite) n'est pas obligatoire pour parachever la mise en page.

Pour une aide détaillée, merci de consulter Aide:Wikification.
Si vous pensez que ces points ont été résolus, vous pouvez retirer ce bandeau et améliorer la mise en forme d'un autre article.
Roger-Pol Droit (né le 6 février 1949 à Paris) est un philosophe et journaliste français. Chercheur au CNRS (Centre Jean Pépin, Histoire des doctrines de l'Antiquité), enseignant et écrivain, il est par ailleurs chroniqueur au Monde des livres, aux Échos, au Point, à Clés.
Il est l'auteur d'une trentaine d'ouvrages de philosophie et d'histoire des idées, dont certains ont rencontré un succès auprès d'un large public, en particulier 101 expériences de philosophie quotidienne (prix France Télévisions) et sont traduits en plus de trente langues. Il est conseiller du directeur général de l'UNESCO entre 1994 et 1999 et membre du Comité consultatif national d'éthique pour les sciences de la vie et de la santé de 2007 à 2013.

## Cursus universitaire et parcours professionnel
Né d'un père industriel et d'une mère artiste-peintre, Roger-Pol Droit suit les études secondaires au lycée Jacques-Decour (Paris), les classes préparatoires au lycée Louis-le-Grand (Paris) avant de devenir élève de l'École normale supérieure de Saint-Cloud (1969-1973), agrégé de philosophie (1972), docteur en philosophie (Paris-IV, 1998), habilité à diriger des recherches (EHESS, 2008).
Il est professeur aux lycées de Berck (1977-79) puis de Honfleur (1978-89), directeur de programme au Collège international de philosophie (1986-89), chargé de recherche au CNRS depuis 1989, d'abord au Centre de recherches et de documentation sur Hegel et sur Marx (Poitiers, 1991-1997) puis au Centre Jean-Pépin (Villejuif, UPR 76, Histoire des doctrines de l'Antiquité, 1997-2014).
Il devient conseiller du directeur général de l'UNESCO (1994-1999) et membre du Comité consultatif national d'éthique pour les sciences de la vie et de la santé (2007-2013).
Il est directeur de séminaires à Sciences Po de 2003 à 2013.

## Travaux de recherche
Les travaux de recherche de Roger-Pol Droit portent sur les représentations des autres dans la pensée occidentale, ce qui l'a conduit à étudier en particulier l'approche des doctrines indiennes, et notamment la découverte du bouddhisme par les Européens, dans L'oubli de l'Inde. Une amnésie philosophique (PUF, 1989) et dans Le Culte du Néant. Les philosophes et le Bouddha (Seuil, 1997), dans une optique marquée notamment par l'œuvre de Michel Foucault avec qui il a eu des entretiens. Les prolongements de ces travaux l'ont conduit ensuite à diriger les deux volumes d'une anthologie de textes philosophiques indiens, chinois, tibétains, hébreux, arabes et persans auxquels ont notamment collaboré François Jullien, Raphaël Draï et Christian Jambet (Philosophies d'ailleurs, Hermann, 2010) et à étudier l'évolution historique des représentations des « barbares » depuis l'Antiquité grecque jusqu'à nos jours (Généalogie des barbares, Odile Jacob, 2007).

## Travaux pédagogiques
Roger-Pol Droit a publié plusieurs livres d'initiation à la philosophie, notamment La Compagnie des philosophes (Odile Jacob, 1998), La philosophie expliquée à ma fille (Seuil, 2004), Une brève histoire de la philosophie (Flammarion, 2008), Maîtres à penser. 20 philosophes qui ont fait le XXe siècle (Flammarion, 2011). Il a revisité les penseurs de l'Antiquité dans Vivre aujourd'hui avec Socrate, Épicure, Sénèque et tous les autres (Odile Jacob, 2012). Il a également publié, avec Monique Atlan, une vaste enquête sur les modifications suscitées actuellement dans les représentations de l'humain par les mutations scientifiques et techniques (Humain. Une enquête philosophique sur ces révolutions qui changent nos vies, Flammarion, 2012).

## Travaux personnels
Roger-Pol Droit s'est fait connaître d'un large public par des textes plus personnels, au carrefour de la philosophie et de la création littéraire et poétique, d’apparence insolite, ludique, parfois déconcertante,. À cette veine appartient en premier 101 expériences de philosophie quotidienne (Odile Jacob, 2001, traduit en 24 langues et adapté à la télévision par Monique Atlan et Roger-Pol Droit en 2003 sur France 5 dans les 40 épisodes de la série Vues de l'esprit), où il imagine des situations concrètes qui conduisent à des interrogations philosophiques. Il a poursuivi cette création par une expérience de rencontres avec les objets Dernières nouvelles des choses (Odile Jacob, 2003), et par des jeux collectifs réunis dans Petites expériences de philosophie entre amis (Plon, 2012).
Si je n'avais plus qu'une heure à vivre (Odile Jacob, janvier 2014) propose quant à lui, sous la forme d'un exercice spirituel, une expérience de pensée et d'écriture.

## Décoration
- Chevalier de la Légion d'honneur (2004)[16]

## Articles et chroniques
Roger-Pol Droit a publié ses premiers articles dans le journal Le Monde en 1972, à 23 ans, alors qu'il était encore élève de l'École normale supérieure de Saint-Cloud. Il a ensuite dirigé les pages essais du Monde des livres, tenu une chronique mensuelle, puis hebdomadaire consacrée aux livres d'idées. Sa chronique actuelle, depuis 2012, intitulée Figures libres, paraît chaque semaine dans Le Monde des livres. Il a réalisé de longs entretiens avec la plupart des penseurs contemporains (Levinas, Lévi-Strauss, Foucault, etc.). Selon Le Monde en 2020, il a écrit dans ce journal des milliers de pages.
Depuis 2003, il publie régulièrement dans Le Point des entretiens et des dossiers.
Depuis 2010, il publie dans le quotidien Les Échos une chronique d'analyse de l'actualité. Intitulée actuellement L'œil du philosophe, cette chronique paraît tous les vendredis.
Depuis 2011, il publie une chronique dans le magazine bimestriel Clés.

## Ouvrages
(novembre 2021).
Certains ouvrages sont traduits en plus de trente langues.
- Le Culte du néant : Les philosophes et le Bouddha, Seuil, 1997.
- La Compagnie des philosophes, Odile Jacob, 1998.
- Les Religions expliquées à ma fille, Seuil, 2000.
- La Compagnie des contemporains, Odile Jacob, 2002.
- Fous comme des sages : scènes grecques et romaines, avec Jean-Philippe de Tonnac, , Seuil, 2002.
- Dernières nouvelles des choses, Odile Jacob, 2003  (ISBN 2-7381-1333-8).
- Roger-Pol Droit, 101 expériences de philosophie quotidienne, Paris, Odile Jacob, coll. « Poches » (no 105), 2001, 260 p. (ISBN 2-7381-0922-5, lire en ligne). Prix de l'essai France Télévisions 2001.
- La philosophie expliquée à ma fille, Seuil, 2004.
- L’Oubli de l’Inde - Une amnésie philosophique, Seuil, 2004.
- Votre vie sera parfaite, Odile Jacob, 2005  (ISBN 2-7381-1574-8).
- Généalogie des barbares, Odile Jacob, 2007.
- Un si léger cauchemar, Flammarion, 2007.
- Vivre toujours plus ? Le philosophe et le généticien, avec Axel Kahn, Bayard, 2008  (ISBN 978-2-227-47746-9).
- Où sont les ânes au Mali ?, Seuil, 2008  (ISBN 978-2-02-098567-3).
- Une brève histoire de la philosophie, Flammarion, 2008.
- L’Occident expliqué à tout le monde, Seuil, 2008.
- Philosophies d'ailleurs (sous la direction de Roger-Pol Droit), volume 1 : Les pensées indiennes, chinoises et tibétaines, volume 2 : Les pensées hébraïques, arabes, persanes et égyptiennes, Hermann, coll. « Hermann Philosophie », 2009.
- L’éthique expliquée à tout le monde, Seuil, 2009.
- Les Héros de la sagesse, Plon, 2009.
- Le Silence du Bouddha et autres questions indiennes, Hermann, coll. « Hermann Philosophie », 2010.
- Osez parler philo avec vos enfants, Bayard, 2010.
- Le Banquier et le Philosophe, Plon, 2010.
- La Compagnie des philosophes, Odile Jacob, 2010.
- Maîtres à penser, 20 philosophes qui ont fait le XXe siècle, Flammarion, 2011.
- Vivre aujourd'hui avec Socrate, Épicure, Sénèque et tous les autres, Odile Jacob, 2012.
- Humain, avec Monique Atlan, Flammarion, 2012, .
- Petites expériences de philosophie entre amis, Plon, 2012.
- Ma philo perso de A à Z, Seuil, 2013.
- Si je n’avais plus qu'une heure à vivre, Odile Jacob, 2014.
- Qu’est-ce qui nous unit ?, Plon, 2015.
- La philosophie ne fait pas le bonheur …et c'est tant mieux, Flammarion, 2015.
- L’espoir a-t-il un avenir ?, avec Monique Atlan, Flammarion, 2016.
- Comment marchent les philosophes, éditions Paulsen, 2016.
- Esprit d'enfance, Odile Jacob, 2017.
- Et si Platon revenait..., Albin Michel, 2018.
- Monsieur, je ne vous aime point, roman, Albin Michel, 2019  (ISBN 978-2226398956).
- Le sens des limites, avec Monique Atlan, Les Éditions de l'Observatoire, 2021.
- Je marche donc je pense, avec Yves Agid, Albin Michel, 2022.
- Quand la parole détruit, avec Monique Atlan, Les Éditions de l'Observatoire, 2023.
- Alice au pays des idées, Albin Michel, 2025.